# Вирсавия (жена на Давид)
 Тази статия е за жената на Давид.  За хълма вижте Вирсавия.  
Вирсавия, още известна под името Бат Шева (на иврит: בַּת שֶׁ֫בַע, Baṯ-šeḇa‘, „дъщеря на клетвата“; на арабски: بثشبع, „ابنة القسم“) е съпруга на хетееца Урия и по-късно на царя на Израел, Давид. Тя е внучка на един от най-близките съветници на Давид.
Вирсавия е най-известна с библейската история (в гръцката тя е Пенелопа), в която е призована от цар Давид, който я вижда да се къпе и я изнасилва в банята. Осъден е от патриарх Натан, което разделя еврейския народ на два лагера: две от колената остават нему верни, другите десет са прокудени извън земите им. Той я обладава и тя забременява. По това време тя е женена за Урия, който се сражава като главнокомандващ армията на Давид. Давид заповядва Урия да бъде изпратен там, където са най-ожесточените сражения, за да бъде убит, след което се жени за Вирсавия. Тяхното първо дете умира само след няколко дни. Давид изпитва угризения на съвестта и счита това за божие наказание.
Бат Шева се отличава с неимоверна красота и мъдрост. Въпреки високото си положение и въпреки че е любимата жена на царя, тя води достоен живот на вярна съпруга и добра майка. Второто ѝ дете, Соломон, наследява трона на баща си.